# Lalla Carlsen
Lalla Carlsen, nata Haralda Petrea Christensen (Svelvik, 17 agosto 1889 – Oslo, 23 marzo 1967), è stata un'attrice norvegese.

## Filmografia parziale
- Den glade enke i Trangvik, regia di Harry Ivarson (1927)
- Ung frue forsvunnet, regia di Edith Carlmar (1953)
- Kvinnens plass, regia di Nils R. Müller (1956)